# GRB2
GRB2（growth factor receptor bound protein 2）は、シグナル伝達に関与するアダプタータンパク質である。ヒトでは、GRB2タンパク質はGRB2遺伝子によってコードされている。
GRB2は上皮成長因子受容体などの受容体に結合するタンパク質で、1つのSH2ドメインと2つのSH3ドメインを有する。2つのSH3ドメインは他のタンパク質のプロリンリッチ領域と直接的に相互作用して複合体形成へ差し向け、SH2ドメインはリン酸化されたチロシンを含む配列に結合する。GRB2遺伝子はCaenorhabditis elegansにおいてシグナル伝達経路に関与しているsem-5遺伝子と類似している。GRB2遺伝子には、異なるアイソフォームをコードする2種類の選択的スプライシングバリアントが発見されている。

## 機能
GRB2は複数の細胞機能に必要不可欠な役割を果たしている。GRB2の機能の阻害によって、さまざまな生物種で発生過程が損なわれ、またさまざまな細胞種で形質転換や増殖が遮断される。GRB2は上皮成長因子受容体と、Rasやその下流のキナーゼであるERK1/2とを関連づける役割が最もよく知られている。一方で、GRB2はHER2の場合には他のキナーゼAKTに対して関連づける。このように、さまざまな受容体型チロシンキナーゼのシグナルがGRB2へ収束する可能性があるものの、これらのシグナルは必ずしも同じ下流キナーゼの活性化を引き起こすためにGRB2を利用しているわけではない。

## ドメイン
GRB2はSH2ドメインの両側にSH3ドメインが隣接した構成をしている。 
GRB2のSH2ドメインは、受容体やアダプタータンパク質に存在するリン酸化チロシン（pY）含有モチーフに結合する。pY-X-N-X配列（Xは任意のアミノ酸）に対して選択的に結合するが、pY-(L/V)-N-(V/P)配列に対してより高い親和性で結合する。
N末端側のSH3ドメインはプロリンに富むペプチドに結合し、Rasのグアニンヌクレオチド交換因子であるSosに結合することができる。
C末端側のSH3ドメインはP-X-X-X-Rモチーフを有するペプチドに結合し、GAB1などのタンパク質への特異的結合を可能にしている。

## 相互作用
GRB2は次に挙げる因子と相互作用することが示されている。
- ADAM15（英語版）[13]
- ABL1[14][15]
- ALOX5[16][17]
- BLNK（英語版）[18][19][20][21]
- BCAR1（英語版）[22][23]
- BCR[24][25][26][27][28][29]
- β2AR（英語版）[30]
- c-Met[31][32]
- CBLB（英語版）[33][34][35]
- CD117[36][37][38]
- CD22（英語版）[39][40]
- CD28[41][42]
- CDKN1B[43]
- CRK（英語版）[44][45][46]
- CBL[33][47][48][49][50][51][52][53][54][55][56][57][58]
- CSF1R（英語版）[59]
- DCTN1（英語版）[60]
- DNM1（英語版）[61][62]
- DOCK1（英語版）[63][64]
- DAG1（英語版）[65]
- EPHA2（英語版）[66]
- ETV6[24]
- EGFR[6][67][68][69][70][71][72][73][74][75]
- EPOR（英語版）[36][76]
- FRS2（英語版）[48][77][78][79]
- FASL[80][81]
- GAB1（英語版）[67][82][83]
- GAB2（英語版）[24][84][85]
- gp130（英語版）[86]
- G-CSF受容体（英語版）[87]
- HER2[69][88][89]
- HNRNPC（英語版）[90]
- HTT[91]
- INPP5D（英語版）[92]
- IRS1[93][94][95]
- ITK（英語版）[96][97]
- JAK1（英語版）[93][98]
- JAK2[93][99]
- KHDRBS1[50][67][100]
- LAT（英語版）[101][102][103]
- LCP2（英語版）[47][82][104][105][106]
- MAP2（英語版）[107][108]
- MAP3K1（英語版）[109]
- MAP4K1（英語版）[110][111][112][113]
- MED28（英語版）[114]
- MST1R（英語版）[115][116]
- MUC1（英語版）[117]
- MAPK9（英語版）[118][119]
- NCKIPSD（英語版）[120][121]
- NEU3（英語版）[122]
- PDGFRB（英語版）[75][123][124]
- PIK3R1（英語版）[125][126]
- PLCG1（英語版）[127][128][129]
- PRKAR1A（英語版）[72]
- PTK2[22][130][131][132][133]
- PTPN11[87][124][134][135][136][137][138][139][140]
- PTPN12（英語版）[141]
- PTPN1（英語版）[142][143]
- PTPN6（英語版）[49][135][144]
- PTPRA（英語版）[145][146][147]
- RAPGEF1（英語版）[148][149]
- RET[150][151]
- SH2B1（英語版）[152][153]
- SH3KBP1（英語版）[154][155]
- SHC1（英語版）[25][49][51][68][94][134][156][157][158][159][160][161][162][163][164][165][166][167][168][169][170]
- SOS1（英語版）[25][46][48][49][50][51][62][67][68][74][104][117][128][162][169][171][172][173][174][175][176]
- Src[49][177]
- SYK（英語版）[49][135]
- TNK2（英語版）[156][178]
- TrkA（英語版）[179][180]
- VAV1（英語版）[86][171][181][182]
- VAV2（英語版）[68][88]
- VAV3（英語版）[68][183]
- WASP（英語版）[184][185]

## 関連文献
- “Interaction between the nicotinic acetylcholine receptor and Grb2. Implications for signaling at the neuromuscular junction”. Annals of the New York Academy of Sciences 841 (1):  17–27. (May 1998). Bibcode: 1998NYASA.841...17C. doi:10.1111/j.1749-6632.1998.tb10907.x. PMID 9668219.
- “Waltzing with WASP”. Trends in Cell Biology 9 (1):  15–9. (Jan 1999). doi:10.1016/S0962-8924(98)01411-1. PMID 10087612.
- “Wiskott-Aldrich syndrome protein, WASP”. The International Journal of Biochemistry & Cell Biology 31 (3–4):  383–7. (1999). doi:10.1016/S1357-2725(98)00118-6. PMID 10224664.
- “Signaling through focal adhesion kinase”. Progress in Biophysics and Molecular Biology 71 (3–4):  435–78. (1999). doi:10.1016/S0079-6107(98)00052-2. PMID 10354709.
- “[Design of new anti-tumor agents interrupting deregulated signaling pathways induced by tyrosine kinase proteins. Inhibition of protein-protein interaction involving Grb2]”. Journal de la Société de Biologie 198 (2):  133–7. (2004). doi:10.1051/jbio/2004198020133. PMID 15368963.